# 勒普莱西格罗昂
勒普莱西格罗昂（法語：Le Plessis-Grohan，法語發音：[lə plɛsi ɡʁɔɑ̃]）是法国厄尔省的一个市镇，位于该省中部，属于埃夫勒区。

## 地理
勒普莱西格罗昂（48°57'12"N, 1°7'23"E）面积8.28 平方千米，位于法国诺曼底大区厄尔省，该省份为法国北部内陆省份，北起滨海塞纳省，西接奧恩省和卡爾瓦多斯省，南至厄尔-卢瓦省，东临瓦兹省、瓦兹河谷省和伊夫林省。
与勒普莱西格罗昂接壤的市镇（或旧市镇、城区）包括：尚布瓦、莱博圣克鲁瓦、格罗瑟夫尔、吉尚维尔、莱旺特。

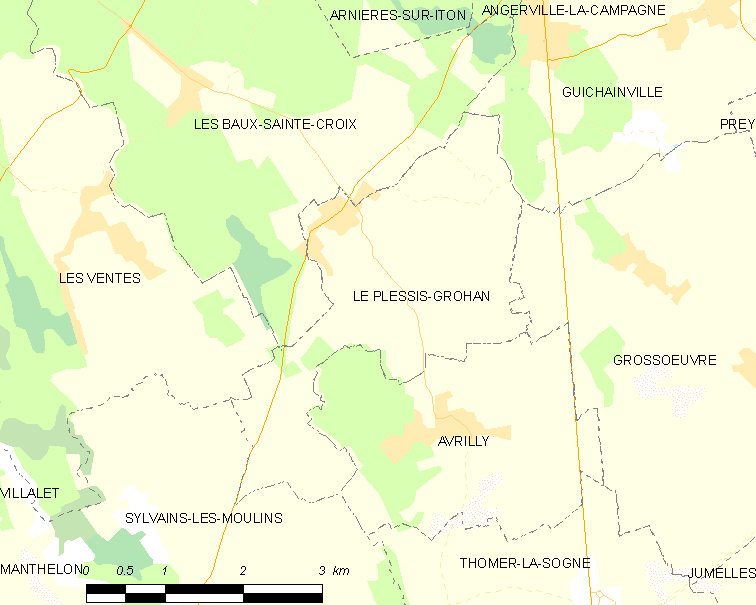
勒普莱西格罗昂的OSM定位图

勒普莱西格罗昂的时区为UTC+01:00、UTC+02:00（夏令时）。

## 行政
勒普莱西格罗昂的邮政编码为27180，INSEE市镇编码为27464。

## 政治
勒普莱西格罗昂所属的省级选区为埃夫勒第三县。

## 人口

1962-2008年间勒普莱西格罗昂人口变化图示

勒普莱西格罗昂于2022年1月1日时的人口数量为928人。